# Jakub Jezierski
Jakub Jezierski (ur. 9 lipca 2004) – polski piłkarz grający na pozycji pomocnika w klubie Śląsk Wrocław.

## Kariera juniorska
Jezierski grał jako junior w Śląsku Wrocław (2014–2021).

## Kariera seniorska

### Śląsk II Wrocław
Jezierski zaliczył debiut dla rezerw Śląska Wrocław 14 kwietnia 2021 w przegranym 0:6 spotkaniu przeciwko Chojniczance Chojnice. Pierwszego gola strzelił 26 sierpnia 2023 w meczu z LZS Starowice Dolne (4:0).

### Śląsk Wrocław
Jezierski zadebiutował w pierwszej drużynie Śląska Wrocław 30 marca 2024 w meczu z Piastem Gliwice (2:2). Pierwszą bramkę zdobył 22 listopada 2024 w zremisowanym 2:2 spotkaniu przeciwko Jagielloni Białystok.

## Kariera reprezentacyjna

### Polska U-18
W 2022 Jezierski otrzymał powołanie na dwudniowe zgrupowanie kadry Polski U-18. 

## Statystyki

### Klubowe
(aktualne na dzień 23 maja 2025)
| Klub               | Sezon              | Liga               | Liga  | Liga   | Puchar kraju | Puchar kraju | Europa | Europa | Suma  | Suma   |
| Klub               | Sezon              | Liga               | Mecze | Bramki | Mecze        | Bramki       | Mecze  | Bramki | Mecze | Bramki |
| ------------------ | ------------------ | ------------------ | ----- | ------ | ------------ | ------------ | ------ | ------ | ----- | ------ |
| Śląsk II Wrocław   | 2020/21            | II liga            | 1     | 0      | 0            | 0            | –      | –      | 1     | 0      |
| Śląsk II Wrocław   | 2021/22            | II liga            | 18    | 0      | 1            | 0            | –      | –      | 19    | 0      |
| Śląsk II Wrocław   | 2022/23            | II liga            | 20    | 0      | 1            | 0            | –      | –      | 21    | 0      |
| Śląsk II Wrocław   | 2023/24            | III liga           | 24    | 6      | 1            | 0            | –      | –      | 25    | 6      |
| Śląsk II Wrocław   | 2024/25            | III liga           | 8     | 1      | 0            | 0            | –      | –      | 8     | 1      |
| Śląsk II Wrocław   | Ogólnie            | Ogólnie            | 71    | 7      | 3            | 0            | 0      | 0      | 74    | 7      |
| Śląsk Wrocław      | 2023/24            | Ekstraklasa        | 7     | 0      | 0            | 0            | –      | –      | 7     | 0      |
| Śląsk Wrocław      | 2024/25            | Ekstraklasa        | 18    | 2      | 1            | 0            | 3      | 0      | 22    | 2      |
| Śląsk Wrocław      | Ogólnie            | Ogólnie            | 25    | 2      | 1            | 0            | 3      | 0      | 29    | 2      |
| Ogólnie w karierze | Ogólnie w karierze | Ogólnie w karierze | 96    | 9      | 4            | 0            | 3      | 0      | 103   | 9      |

## Sukcesy
Sukcesy w karierze klubowej:

### Śląsk Wrocław
- Wicemistrzostwo Polski (1×): 2023/2024